# Ibalia ornata
Ibalia ornata är en stekelart som beskrevs av Belizin 1968. Ibalia ornata ingår i släktet Ibalia och familjen skärknivsteklar. Inga underarter finns listade i Catalogue of Life.